# Víctor Frankenstein
Víctor Frankenstein es el personaje principal de la novela Frankenstein, escrita por Mary Shelley a partir de 1816.

## En la novela de Mary Shelley
Víctor nace al final del siglo XVIII en la ciudad italiana de Nápoles, hijo de Alphonse Frankenstein, un influyente hombre político ginebrino, perteneciente a un rico y antiguo linaje nobiliario, y de Caroline Beaufort Frankenstein, que murió por la escarlatina cuando él era joven. Víctor tiene dos hermanos pequeños: William, el más pequeño, fue asesinado por su creación, y Ernest, el mediano, quien quería entrar en el Servicio de Extranjería como un "verdadero ginebrino". Víctor se enamoró de su hermana adoptiva, Elizabeth Lavenza (en el texto original publicado en 1818 su prima carnal, hija de la hermana de su padre y de un noble italiano; en la revisión y reedición de 1831, una rubia nacida entre gitanos a quien su madre adoraba).
En su juventud Frankenstein se interesa por alquimistas como Enrique Cornelio Agripa de Nettesheim, Paracelso y Alberto Magno, con intenciones de descubrir el fabuloso "elixir de la vida". Poco después, pierde el interés tanto por esta búsqueda como por la ciencia en general, tras observar los restos de un árbol al ser golpeado por un relámpago. Sin embargo, en la Universidad de Ingolstadt, Frankenstein desarrolla una fuerte pasión por la química. Se obsesiona con la idea de crear la vida en materia inanimada por técnicas artificiales, con lo que abandonó la escuela para perseguir este objetivo durante los próximos dos años.
Creó una criatura con aspecto humanoide, quizás cosiendo los pedazos de cadáveres humanos, quizás por el empleo de una sustancia química, o la combinación de ambas (él evita la pregunta tres veces cuando se le inquiere, aunque el hecho de que se diera cuenta del relámpago que abate un árbol en su niñez sea una pista importante). Frankenstein finalmente lo trae a la vida sólo para ser rechazado y aterrorizado por su fealdad monstruosa. Tras su estrepitoso fracaso, lo abandona, y su creación se escapa, desaparece y pronto emprende un viaje de venganza que causa las muertes de varios miembros de la familia Frankenstein y de amigos.
Frankenstein persigue "al demonio" (es como llama a su creación) hacia el Ártico con la intención de destruirlo; en última instancia falla en su misión. Muere después de contar la historia al capitán y a los exploradores del barco que le recogieron. Su monstruo, tras descubrir la muerte de su creador, termina la novela vencido por el dolor y prometiendo acabar con su propia existencia.
Mientras que muchas adaptaciones posteriores (como la película de 1931 Frankenstein protagonizada por Boris Karloff) han retratado a Frankenstein como un loco (el prototipo de "científico loco"), la novela original de Shelley lo representa como un hombre trágicamente conducido por la ambición y la curiosidad científica, incapaz de tratar las consecuencias de sus acciones en "el juego de ser Dios", o ser un irresponsable y negligente padre.
Es importante anotar que Víctor no era "un Doctor", ya que fue expulsado del colegio, como es típicamente retratado en adaptaciones; tampoco es "un Barón" y no le asignan ningún título como a su padre, aunque ellos sean claramente una familia rica. Aun así, mientras esto es una extensión para llamarle "doctor", se lo puede considerar un barón debido al estado de su familia, y la nacionalidad, aun cuando él nunca directamente sea mencionado por el título en la novela original. 
En la novela, Víctor promete tres veces a Walton que explicará más tarde el proceso que utilizó para traer a su criatura a la vida, pero nunca lo hace. Esto indica que era deliberadamente callado sobre las técnicas empleadas para lograr su obra maestra. Nuestra pista hacia el empleo del relámpago es la mención de Frankenstein de un árbol siendo tocado por el relámpago en el momento de la muerte de su madre, un detalle al que da una gran importancia.

## Frankenstein en la pantalla

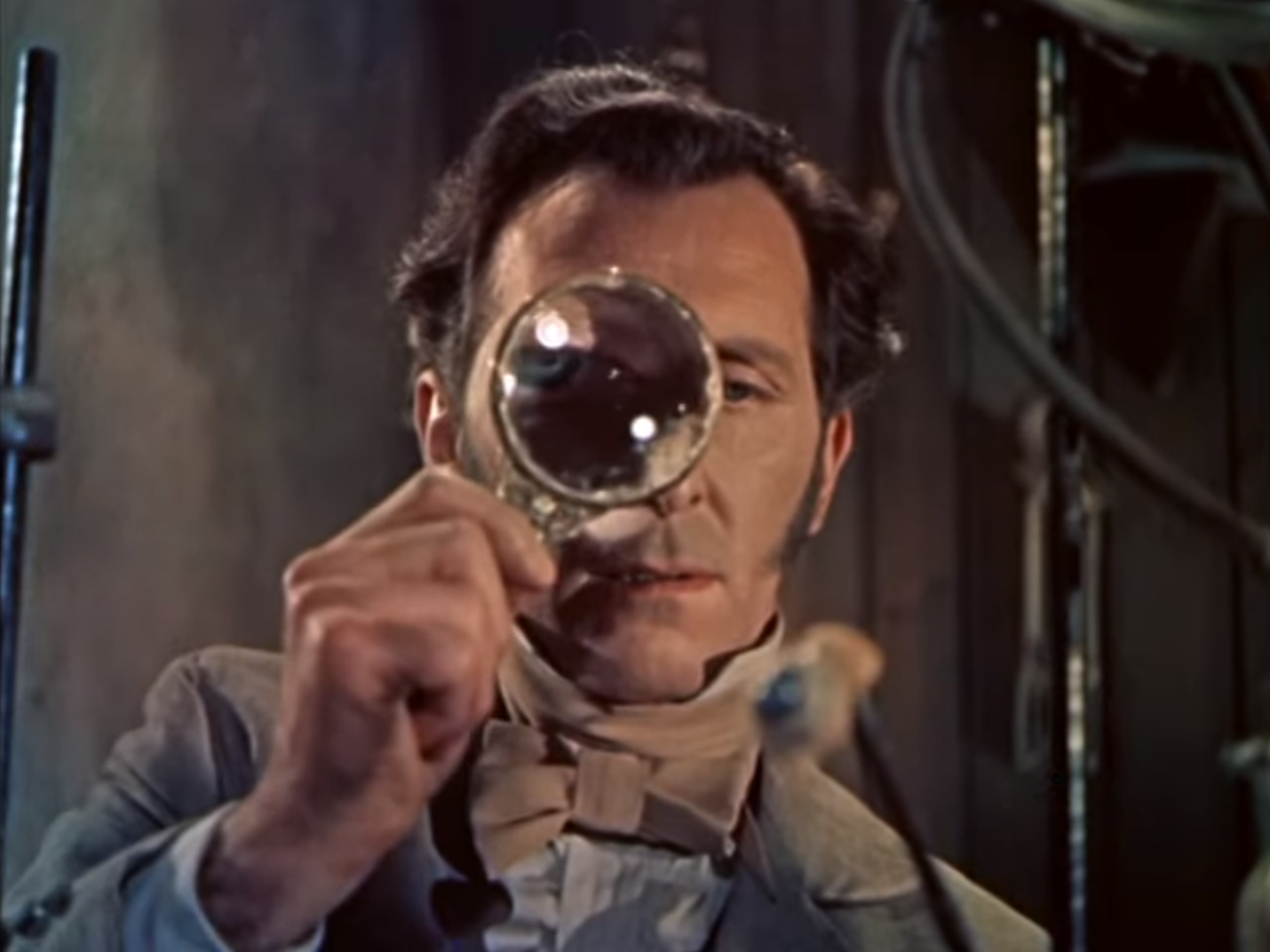
Peter Cushing interpretando el papel de Victor Frankenstein en la película "La maldición de Frankenstein" (1957)

El personaje de Víctor Frankenstein apareció por primera vez en la pantalla grande en una película de 1910 (Frankenstein) producida por Thomas Edison, en la cual se parecía más a un mago. 
En 1931, en la película de Universal Pictures dirigida por James Whale, el personaje se llama Henry Frankenstein y es interpretado con compasión por el actor británico Colin Clive. Clive interpretaría de nuevo su papel en la secuela de 1935, La novia de Frankenstein, que reunió a Clive, Whale y Boris Karloff como el monstruo y que es la primera película en dar a Frankenstein el título oficial de barón. Aunque el actor Colin Clive no estuvo presente en las siguientes producciones por haber muerto en 1937, se hizo un cameo de él en 1939 en Son of Frankenstein: se le ve en un retrato al óleo que hay en la biblioteca de la familia.
El personaje volvió a la vida en 1957 de la mano de Peter Cushing y para Hammer Productions en La maldición de Frankenstein, al frente con Christopher Lee como la criatura. Mientras el ajuste de período y la atmósfera en Hammer Productions eran más cercanos al sabor gótico de la novela original, la representación de Cushing era mucho más siniestra que el Víctor de Shelley, retratándolo como un sociópata con un borde despiadado. Cushing continuaría como Víctor Frankenstein, ahora identificado como un Barón, en cinco películas más con Hammer Productions. 
A diferencia de la mayor parte de adaptaciones y secuelas a la novela, Hammer Productions decidió enfocar su licencia de Frankenstein en el Barón más que en el monstruo, distanciarse de la serie Universal y quizás recordar al público que "Frankenstein" no es el nombre de la criatura, sino el nombre del creador. 
Después de la película de 1969 El cerebro de Frankenstein (Frankenstein Must Be Destroyed), en la cual Cushing se había retirado temporalmente del papel, en Hammer Productions deciden reanudar su serie, envejecida para los 70. The Horror of Frankenstein era una comedia irónica negra, en la que destacó Ralph Bates dando un aire más joven al Barón, al contrario del siniestro personaje de Peter Cushing. Tras el poco éxito de la misma Hammer Productions, volvieron a llamar a Cushing para una película final, en 1974: Frankenstein and the Monster from Hell. 
Sería un personaje destacado en varias películas a lo largo de los años, por lo general retratándolo como a un loco siniestro, más que el carácter complejo de la novela original. Udo Kier interpretó al Barón en 1973 en Carne para Frankenstein (Flesh for Frankenstein o Andy Warhol's Frankenstein) mientras que Leonard Whiting lo hizo en Frankenstein: The True Story y Robert Foxworth en otra adaptación de televisión, todo en el mismo año. El roquero Sting apareció como Charles Frankenstein en 1985 en The Bride, y el actor de esa época Raúl Juliá retrató al Barón tan odioso como antes en La resurrección de Frankenstein (Frankenstein Unbound, 1990). Cuatro años más tarde, en 1994, Kenneth Branagh reinterpretaría el personaje, como una vuelta al Víctor de Shelley, en Frankenstein de Mary Shelley.
Ninguno de estos interpretó al personaje como se escribió en un principio. Las versiones más cercanas al personaje original son la coproducción irlandesa-sueca Víctor Frankenstein (Victor Frankenstein) y la miniserie de 2004 Frankenstein. En la primera de ellas, también conocida como El terror de Frankenstein (Terror of Frankenstein, 1977), Leon Vitali intentó interpretar al personaje esencialmente como Shelley lo escribió. La película no fue un gran éxito, e hizo poco por el cambio en el concepto público del personaje. En la segunda se nos muestra el que quizá es el Victor Frankenstein más parecido al original literario. Interpretado por Alec Newman, Victor Frankenstein es un joven y un tanto soberbio estudiante de ciencias de una acaudalada familia ginebrina, tan obcecado por obtener éxito en sus descubrimientos que es incapaz de ver lo que está haciendo.
En 2004, el actor Samuel West encarnó al Dr. Frankenstein en la película Van Helsing.
En la serie estadounidense Once Upon a Time, el personaje es interpretado por el actor David Anders, siendo la contraparte del Dr. Whale en el Bosque Encantado.

## Interpretaciones
Como Dr. Henry Frankenstein:
| Año  | Título                      | Actor       |
| ---- | --------------------------- | ----------- |
| 1931 | Frankenstein                | Colin Clive |
| 1935 | La novia de Frankenstein    | Colin Clive |
| 1942 | El fantasma de Frankenstein | Colin Clive |

Como Dr. Víctor Frankenstein:
| Año  | Título                                   | Actor            |
| ---- | ---------------------------------------- | ---------------- |
| 1957 | La maldición de Frankenstein             | Peter Cushing    |
| 1958 | Frankenstein - 1970                      | Boris Karloff    |
| 1969 | El cerebro de Frankenstein               | Peter Cushing    |
| 1970 | El horror de Frankenstein                | Ralph Bates      |
| 1974 | Frankenstein y el Monstruo del Infierno  | Peter Cushing    |
| 1974 | El jovencito Frankenstein                | Gene Wilder      |
| 1974 | Frankenstein: La Historia Verdadera (TV) | Leonard Whiting  |
| 1977 | Víctor Frankenstein                      | Leon Vitali      |
| 1984 | Frankenweenie (corto)                    | Barret Oliver    |
| 1984 | Frankenstein 90                          | Jean Rochefort   |
| 1984 | Frankenstein's Great Aunt Tillie         | Donald Pleasence |
| 1990 | La resurrección de Frankenstein          | Raúl Juliá       |
| 1994 | Frankenstein de Mary Shelley             | Kenneth Branagh  |
| 2004 | Frankenstein                             | Alec Newman      |
| 2004 | Van Helsing                              | Samuel West      |
| 2011 | Frankenstein: Day of the Beast           | Adam Stephenson  |
| 2012 | Frankenweenie                            | Charlie Tahan    |
| 2012 | Once Upon a Time (serie de televisión)   | David Anders     |
| 2013 | I, Frankenstein                          | Aden Young       |
| 2014 | Penny Dreadful (serie de televisión)     | Harry Treadaway  |
| 2015 | Victor Frankenstein                      | James McAvoy     |

Como Baron Frankenstein:
| Año  | Título                      | Actor             |
| ---- | --------------------------- | ----------------- |
| 1921 | Il mostro di Frankenstein   | Luciano Albertini |
| 1939 | Son of Frankenstein         | Basil Rathbone    |
| 1964 | The Revenge of Frankenstein | Peter Cushing     |
| 1967 | Frankenstein Created Woman  | Peter Cushing     |
| 1969 | Mad Monster Party?          | Boris Karloff     |
| 1971 | La Figlia di Frankenstein   | Joseph Cotten     |
| 1973 | Carne para Frankenstein     | Udo Kier          |
| 1985 | La Prometida                | Sting             |